# Karduansmakargatan

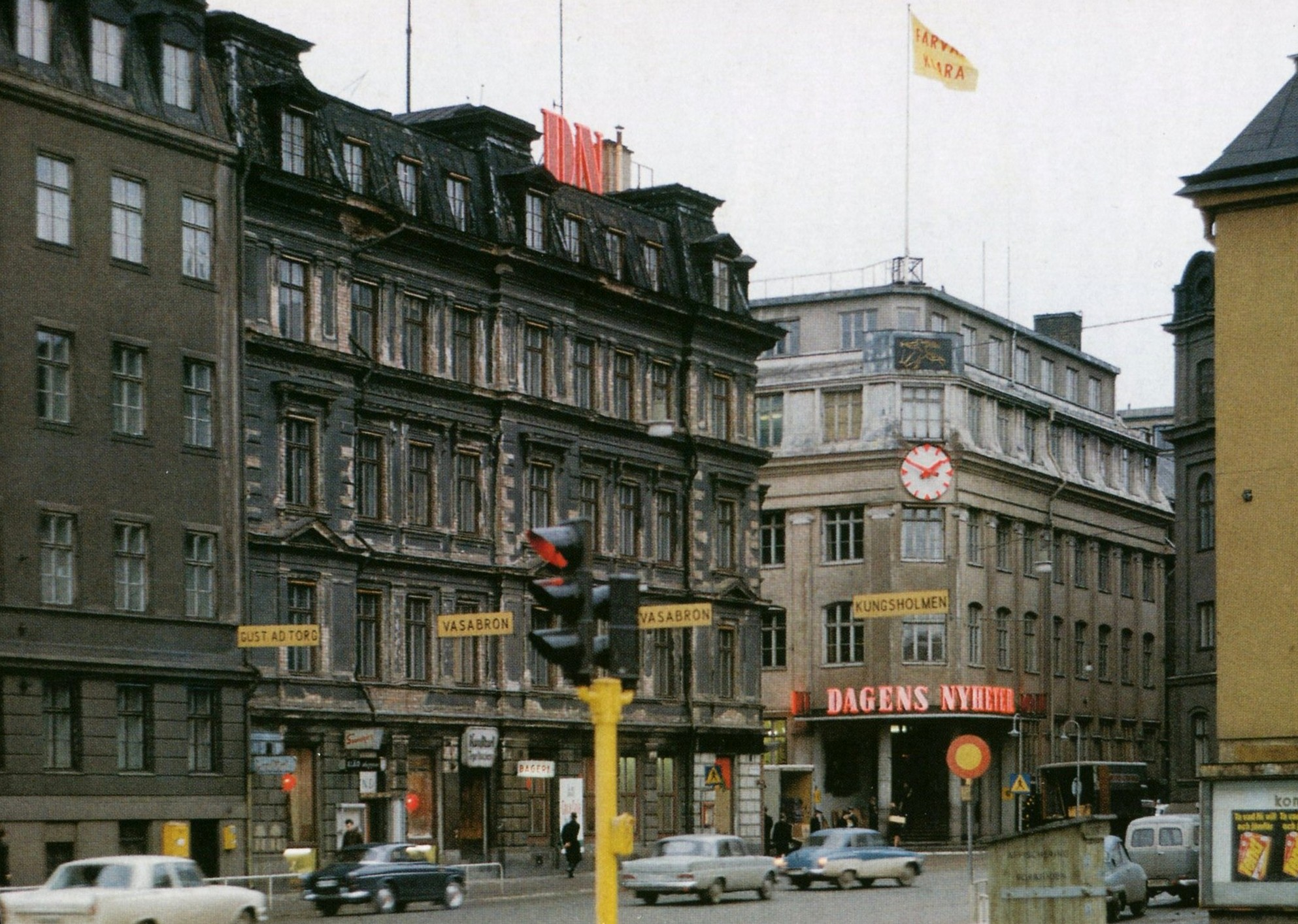
Karduansmakargatan 1964 med kvarteret Snäckan till vänster.

Karduansmakargatan är en gata på Norrmalm i centrala Stockholm som förbinder Malmtorgsgatan med Rödbodgatan. Gatan som är två kvarter lång korsar Drottninggatan. Gatans västra avsnitt leder genom ett av Stockholms regeringskvarter och är numera avstängt för allmänheten. Karduansmakargatan har en varierad bebyggelse som sträcker sig från stormaktstidens palats till 1970-talets kontorsbebyggelse. Gatans namn kommer från yrkestiteln karduansmakare.

## Bebyggelse
Kvarteret mellan Rödbodsgatan och Drottninggatan domineras idag av kontorsfastigheter uppförda för regeringskansliet i samband med Norrmalmsregleringen. Då revs både Dagens Nyheters och Svenska Dagbladets redaktionshus som låg utmed gatan. Den södra sidan av gatan domineras av Näringsdepartementets hus uppfört 1959-1961 av Nils Tesch. Fastigheten har lyfts fram som en av de mest värdefulla efterkrigsbyggnaderna på Norrmalm och har getts en blåmärkning vilket innebär att huset uppfyller kriterierna för byggnadsminnen i kulturminneslagen. I korsning mot Drottninggatan finns en äldre bankfastighet bevarad, Sundsvalls handelsbanks Stockholmskontor uppförd 1906-1908 efter ritningar av Thor Thorén. På den norra sidan dominerar kvarteret av ett kontorskomplex uppfört i slutet på 1970-talet i samband med att kvarterets gamla bebyggelse revs. Det Adelcrantzka palatset huvudbyggnad är dock bevarat och dess sidofasad är vänd mot gatan. Två gångbroar över gatan förbinder kontorshusen.
I korsning mot Drottninggatan finns på den södra sidan ett av Stockholms första funkisfastigheter uppfört 1928-1929 efter ritningar av arkitekt Wolter Gahn. På andra sidan korsningen med adress Drottninggatan 16 ligger ett kontorshus med rötter tillbaka till tiden före 1670, även om det genomgick en omfattande om- och tillbyggnad 1863. I korsningen mot Malmtorgsgatan ligger Nordiska handelsbankens forna kontor ritat av Ernst Stenhammar och färdigställt 1920 och  Lifförsäkrings AB Nordstjernan forna kontorsfastighet i fastigheten Brunkhalsen 5 uppförd 1897-99 efter ritningar av Erik Josephson.

## Bilder

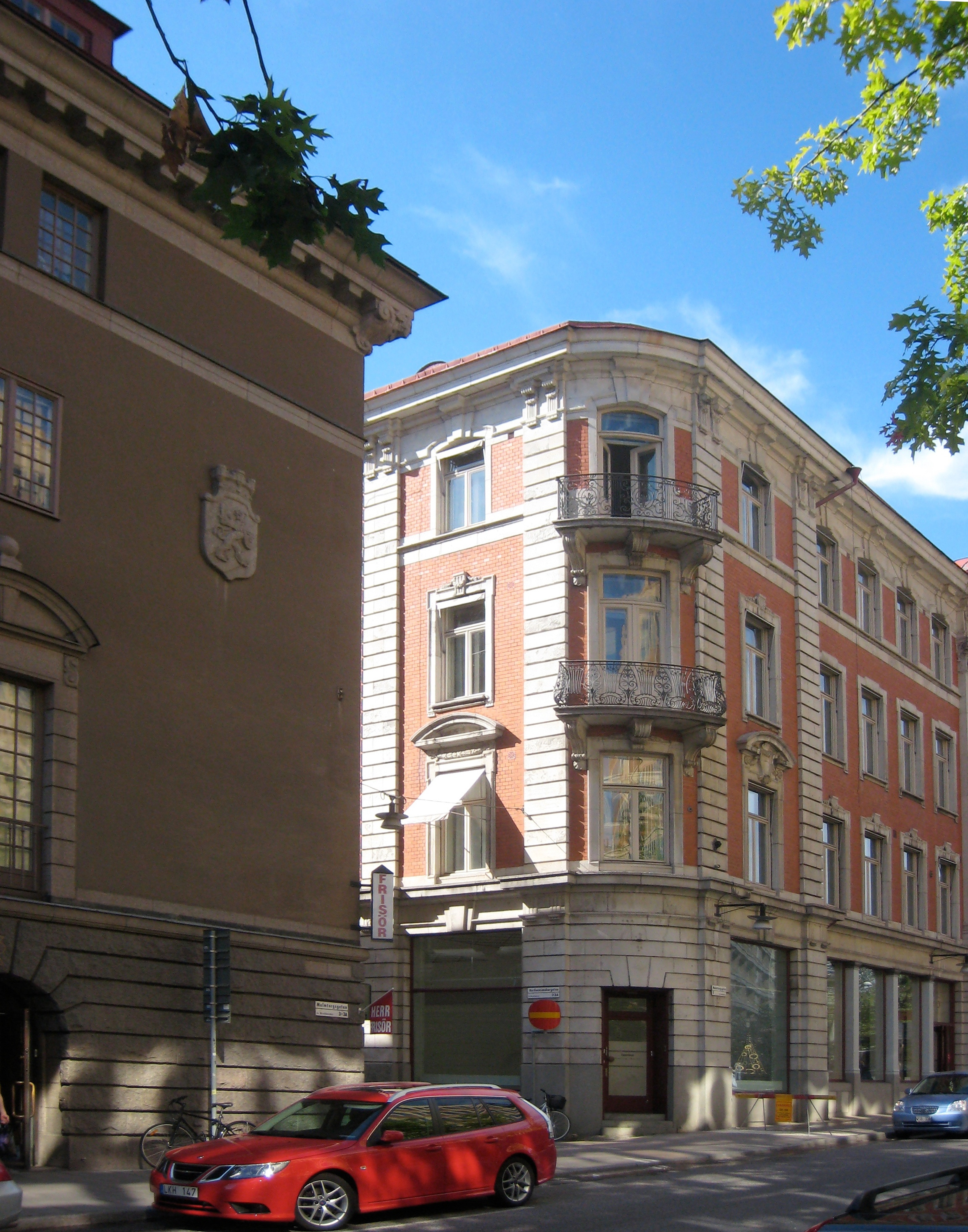
Karduansmakargatan sedd från Malmtorgsgatan. Till vänster Nordiska handelsbankens forna kontor och till höger Nordstjernans forna huvudkontor.
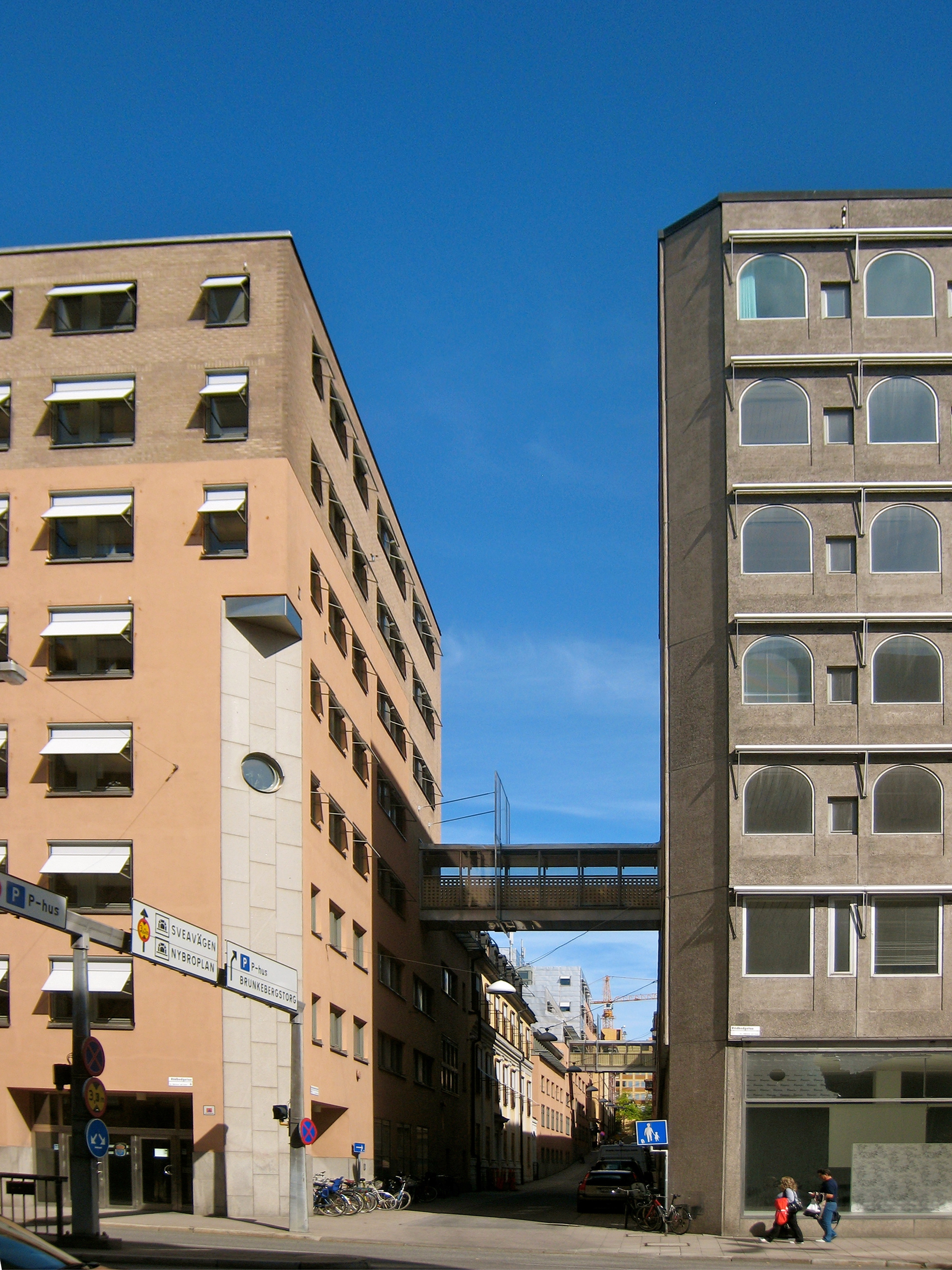
Karduansmakargatan sedd från Rödbodgatan. Till höger Departementets hus.
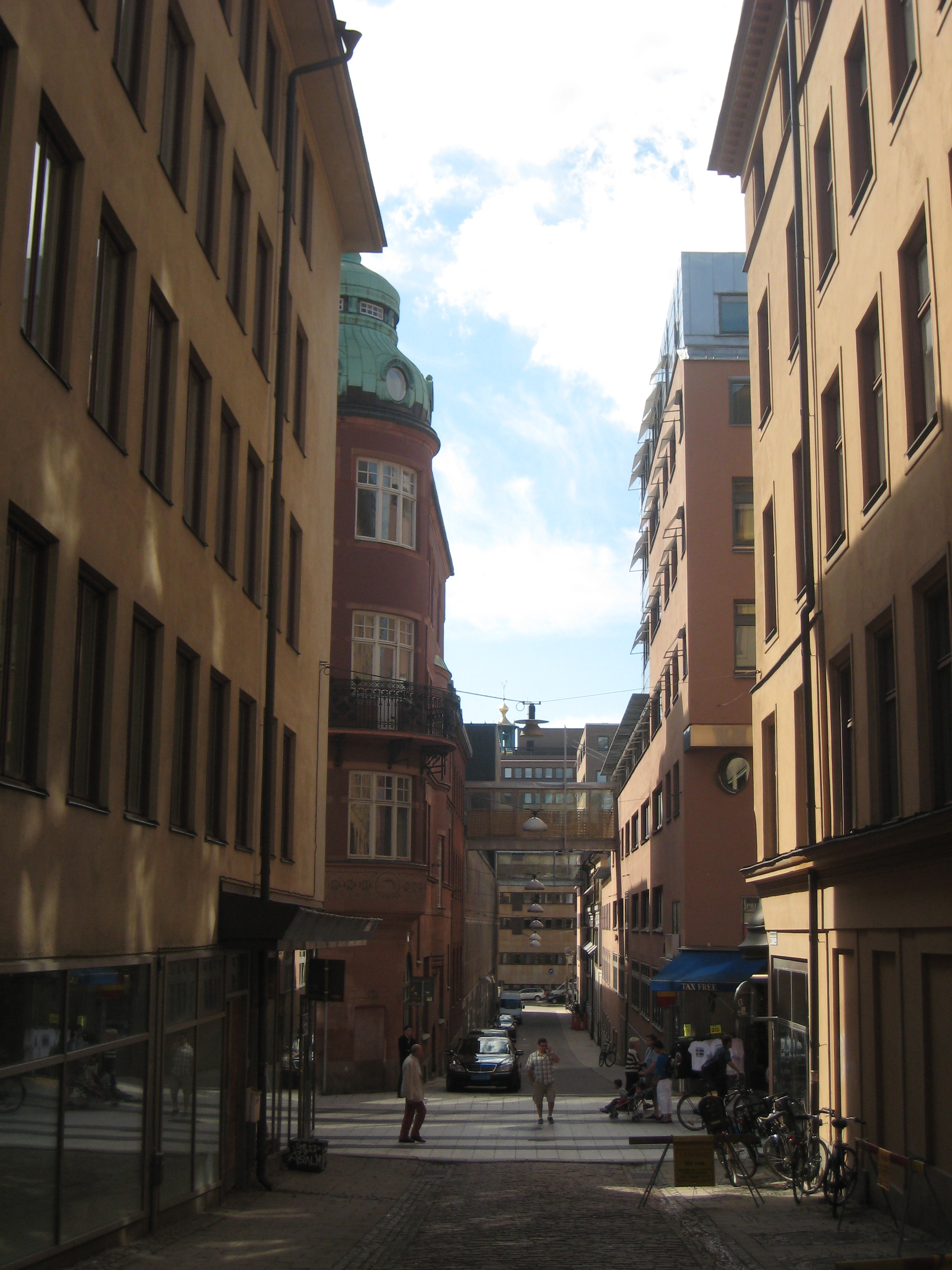
Korsningen mot Drottninggatan, till vänster efter korsningen Sundsvalls handelsbanks forna Stockholmskontor
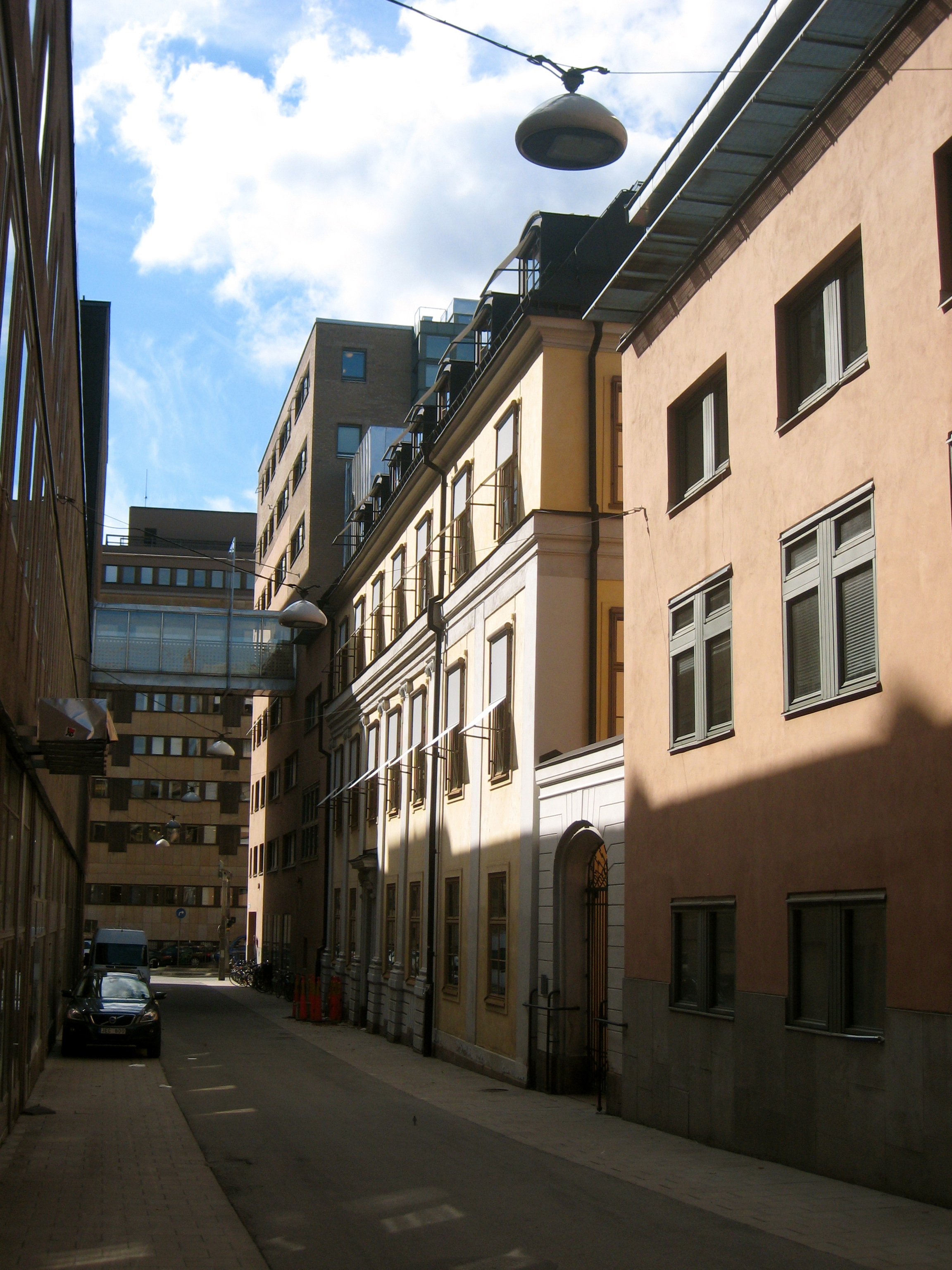
Bland de nya kontorshusen ligger det Adelcrantzka palatset kvar, ovanför finns en av de två gångbroarna över gatan.
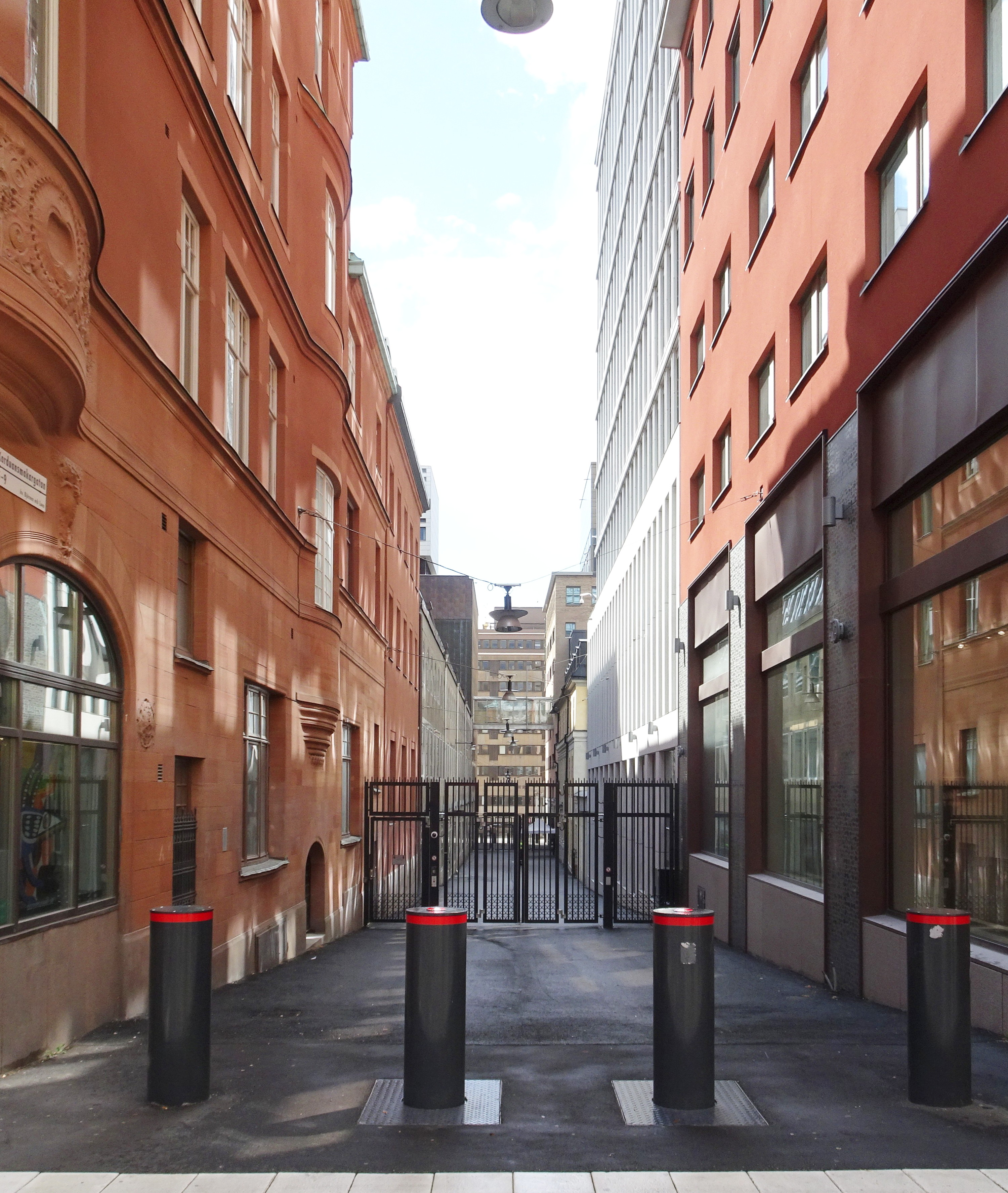
Karduansmakargatan från Drottninggatan, numera avstängt för allmänheten.